# Ernst Tippelt
Ernst Tippelt (* 11. April 1943; † 16. Juni 2025) war ein deutscher Fußballspieler. 

## Karriere
Ernst Tippelt wuchs als Sohn eines Wirtes in Stuttgart-Degerloch auf und spielte bei den Stuttgarter Kickers, die ebenfalls im Stadtteil Degerloch beheimatet sind, in der Jugend Fußball. Dort schaffte er schließlich den Sprung in die Herrenmannschaft und gab 1961 in der 2. Oberliga beim Heimspiel gegen den Freiburger FC sein Debüt. Nach drei Spielzeiten bei den Kickers wechselte Tippelt zu Preußen Münster. Mit Beginn des Jahres 1966 ging er in die Schweiz, wo er sich dem FC Fribourg anschloss und 1969 mit dem Verein in die Nationalliga A aufstieg. 1970/71 spielte er beim FC Lugano unter Albert Sing. Mit der Mannschaft erreichte er das Endspiel um den Schweizer Cup 1970/71, dort zog sie gegen Servette FC mit seinem deutschen Landsmann Bernd Dörfel den Kürzeren. In den Jahren danach war Tippelt noch für den FC Vevey Sports 05 und den FC Bulle aktiv.